# ابن بقيلة
عبد المسيح بن عمرو بن قيس الغسّاني يعرف بـابن بُقَيْلَة شاعر حيري من أهل القرن السادس الميلادي. من الدّهاة مخضرم، عاش في الجاهلية زمنًا طويلًا وأدرك الإسلام وظل على النصرانية، فاجتمع به خالد بن الوليد خلال معركة الحيرة. يقال إنّه باني قصر الحيرة. كان مشهورًا بالكلام المليء باللغز. سنة ميلاده ووفاته غير معلوم وهو ابن اخت سطيح الكاهن. 

## سيرته
هو عبد المسيح بن عمرو بن قيس بن حيان بن بقيلة واسمه ثعلبة بن سبين. اشتهر بـابن بقيلة، لأنّه خرج في ثوبين أخضرين، فقال له رجل: ما أنت إلّا بقيلة (تصغير كلمة بقلة من البقوليات الخضراء). 

هو شاعر، معمّر من أهل الحيرة ولد فيها، من الدّهاة مخضرم عاش في الجاهلية زمنًا طويلًا وأدرك الإسلام وظل على المسيحية، فاجتمع به خالد بن الوليد في الحيرة.

يقال إنّه باقي قصر الحيرة. وينسب إليه دير عبد المسيح أو دير الجرعة أيضًا ويقع هذا الدير بظاهر الحيرة بموضع يقال له الجرعة. من أبياته قالها في بناء قصر قوله:
ويروى أن رجلًا من أهل الحيرة كان يحفر أساسًا لبناء فظهر له قبر عبد المسيح بن بقيلة وعند رأسه أبيات من شعره.
كان عبد المسيح مشهورًا بالكلام المليء باللغز. توفي في الكوفة. 

وفي فبراير 2020، اكتشفت حفريات البعثة الوطنية العراقية للاثار شاهد قبره في موقع تل سوق الصياغ الاثري في مدينة الكوفة.وله أيضًا نقش عربي وهو لوح حجري صغري من الرخام الشمعي الأبيض
الشفاف على هيئة لوح متيمة مستطيلة الشكل.